# Scaphinotus longiceps
Scaphinotus longiceps är en skalbaggsart som beskrevs av Vandyke. Scaphinotus longiceps ingår i släktet Scaphinotus och familjen jordlöpare. Inga underarter finns listade i Catalogue of Life.